# Patience Oghre Imobhio
Patience Oghre Imobhio es una actriz y directora de televisión nigeriana. Graduada en la Universidad de Jos en arte dramático, logró el reconocimiento en su país por dirigir las películas Dominos, Spider y Household, y las series de televisión Dear Mother y Everyday People. En 2015 la revista Pulse la ubicó en la lista de las "nueve directoras nigerianas que deberías conocer" en la industria de Nollywood.

## Filmografía destacada

### Como directora
- Dominos
- Spider
- Hotel Majestic[3]
- Household
- Dear Mother
- Everyday People